# Грей, Вирджиния
Вирджиния Грей (англ. Virginia Grey, 22 марта 1917 — 31 июля 2004) — американская актриса.

## Биография
Родилась в Лос-Анджелесе в семье режиссёра Рея Грея и монтажёра Флоренс Анны Паули. Одной из первых нянь будущей актрисы была актриса Глория Свенсон. На киноэкранах она дебютировала в 1927 году в немом фильме «Хижина дяди Тома», после чего на несколько лет оставила кинематограф, чтобы окончить обучение в школе. С середине 1930-х Грей вновь стала появляться на большом экране, снявшись до конца десятилетия в двух десятках картин, среди которых «Летчик-испытатель» (1938), «Женщины» (1939) и «Другой тонкий человек» (1939). Её карьера в кино продолжалась до 1970 года, и за это время актрис появилась на второстепенных ролях в ряде популярных картин, включая «Непобеждённый» (1947), «Неизведанный остров» (1948), «Всё, что дозволено небесами» (1955), «Татуированная роза» (1955), «Проклятый зоопарк» (1963), «Обнажённый поцелуй» (1964) и «Аэропорт» (1970). С появлением телевидения Грей стала частой гостьей во многих сериалах, среди которых «Кульминация», «Караван повозок», «Бонанза», «Я — шпион» и «Любовь по-американски».
В 1940 году у неё начался роман с Кларком Гейблом. После смерти его супруги, актрисы Кэрол Ломбард, Грей надеялась на свадьбу с ним, что в свою очередь подогревалось многочисленными сообщениями в СМИ. К её разочарованию, в 1949 году Гейбл поспешно женился на Сильвии Эшли, в связи с чем их отношения сошли на нет. По утверждениям друзей Грей, актриса так никогда и не вышла замуж, потому что продолжала ждать Гейбла.
Вирджиния Грей была приверженецем Церкви Иисуса Христа Святых последних дней, а также консервативным республиканцем. Актриса скончалась от инфаркта летом 2004 года в возрасте 87 лет в калифорнийском городе Вудленд-Хиллз.

## Избранная фильмография
| Год       |   | Русское название                | Оригинальное название       | Роль                   |
| --------- | - | ------------------------------- | --------------------------- | ---------------------- |
| 1933      | ф | Секреты                         | Secrets                     | Одри Карлтон в детстве |
| 1935      | ф | Не ставь на блондинок           | Don’t Bet on Blondes        | девушка рядом с Генри  |
| 1936      | ф | Великий Зигфелд                 | The Great Ziegfeld          | девушка Зигфелда       |
| 1939      | ф | Восторг идиота                  | Idiot’s Delight             | Ширли                  |
| 1939      | ф | Женщины                         | The Women                   | Пэт                    |
| 1939      | ф | Другой тонкий человек           | Another Thin Man            | Лоис Макфей            |
| 1942      | ф | Убийство на Центральном вокзале | Grand Central Murder        | Сью Кастер             |
| 1942      | ф | Приключения Тарзана в Нью-Йорке | Tarzan’s New York Adventure | Конни Бич              |
| 1943      | ф | Солдатский клуб                 | Stage Door Canteen          | в роли самой себя      |
| 1944      | ф | Странники в ночи                | Strangers in the Night      | доктор Лесли Росс      |
| 1945      | ф | Миллионы Гриссли                | Grissly’s Millions          | Кэтрин Палмор Бентли   |
| 1946      | ф | Как по маслу                    | Smooth as Silk              | Пола Марлоу            |
| 1947      | ф | Вайоминг                        | Wyoming                     | Лайла Риган            |
| 1947      | ф | Непобеждённый[уточнить]         | Unconquered                 | Дайана                 |
| 1948      | ф | Неизведанный остров             | Unknown Island              | Кэрол Лейн             |
| 1948      | ф | Джим из джунглей                | Jungle Jim                  | доктор Хиллари Паркер  |
| 1949      | ф | Угроза                          | The Threat                  | Кэрол                  |
| 1950      | ф | Шоссе 301                       | Highway 301                 | Мэри Симмс             |
| 1951      | ф | Тореадор и леди                 | Bullfighter and the Lady    | Лисбет Флад            |
| 1955      | ф | Всё, что дозволено небесами     | All That Heaven Allows      | Алида Андерсон         |
| 1955      | ф | Татуированная роза              | The Rose Tattoo             | Эстель Хоэнгартен      |
| 1955—1966 | с | Шоу Реда Скелтона               | The Red Skelton Show        | разные персонажи       |
| 1957      | ф | Преступление страсти            | Crime of Passion            | Сара Алидос            |
| 1958      | ф | Беспокойные года                | The Restless Years          | мисс Робсон            |
| 1958—1961 | с | Караван повозок                 | Wagon Train                 | разные персонажи       |
| 1959      | ф | Нет имени на пуле               | No Name on the Bullet       | Роузанн Фрейден        |
| 1960      | ф | Портрет в чёрных тонах          | Portrait in Black           | мисс Ли                |
| 1962      | с | Бонанза                         | Bonanza                     | Энн Лоринг             |
| 1963      | ф | Проклятый зоопарк               | Black Zoo                   | Дженни Брукс           |
| 1964      | с | Правосудие Берка                | Burke’s Law                 | Элейн Барроуз          |
| 1964      | ф | Обнажённый поцелуй              | The Naked Kiss              | Кэнди                  |
| 1967      | с | Я — шпион                       | I Spy                       | Грейс                  |
| 1970      | ф | Аэропорт                        | Airport                     | миссис Шульц           |
| 1970      | с | Доктор Маркус Уэлби             | Marcus Welby, M.D.          | миссис Кавано          |